# Хайлендс (округ)
Ха́йлендс (англ. Highlands county) — округ штата Флорида Соединённых Штатов Америки. На 2000 год в нем проживало 86 366 человек. По оценке бюро переписи населения США в 2006 году население округа составляло 97 346 человек. Окружным центром является город Себринг.

## История
Округ Хайлэндс был отделен от округа Де-Сото в 1921 году. Он был назван так из-за своего ландшафта (англ. highlands — нагорье).